# Коланж
Коланж (фр. Collanges) насеље је и општина у централној Француској у региону Оверња, у департману Пиј де Дом која припада префектури Исоар.
По подацима из 2011. године у општини је живело 147 становника, а густина насељености је износила 33,03 становника/km². Општина се простире на површини од 4,45 km². Налази се на средњој надморској висини од 450 метара (максималној 651 m, а минималној 437 m).

## Демографија
| 1962. | 1968. | 1975. | 1982. | 1990. | 1999. | 2011. |
| ----- | ----- | ----- | ----- | ----- | ----- | ----- |
| 115   | 120   | 142   | 131   | 132   | 147   | 147   |

График промене броја становника у току последњих година